# Südstadt (Köln)
Die Südstadt ist ein Bereich von Köln im Stadtbezirk Innenstadt. Innerhalb des Stadtbezirks befindet sie sich im südlichen Raum des Kölner Stadtteils Neustadt-Süd. Die Südstadt ist kein eigenständiger verwaltungstechnischer Stadtteil in der Kölner Stadtgliederung, sondern ein auf Kölsch als Veedel bezeichneter Teil davon. Die Kölner Südstadt hat den Ruf als eine der urkölschesten – also sehr stark von der typischen Kölner Mentalität geprägten – Gegenden in Köln.

## Geographie

### Lage
Eine exakte kartographische Abgrenzung existiert nicht, und die Sichtweisen über die genaue Lage und Ausdehnung divergieren. Im engen Sinne kann das Gebiet zwischen den Straßen Vorgebirgstraße, Sachsenring (östlicher Teil), Chlodwigplatz (südlicher Teil), Ubierring, Agrippinaufer und dem Bahndamm der südlichen Gleistrasse der Deutschen Bahn als Kernbereich bzw. als der Ursprung des Begriffs der Südstadt gesehen werden.
Im Volksmund, aber auch zu Tourismus- oder Werbezwecken werden häufig weitere Straßen oder größere angrenzende Gebiete der Südstadt zugerechnet, wie z. B. die Severinstraße. Die liegt eigentlich im sogenannten Severinsviertel, das auch als eigenständiges Veedel gilt. Darüber hinaus wird der Bereich rund um die Volksgartenstraße im Bereich des Stadtparks Volksgarten oft auch als Teil der Südstadt gesehen, ebenso der direkt an die Südstadt im engen Sinne grenzende Rheinauhafen.

### Kartographische Teilbereiche
Von Nord nach Süd verläuft in der Kölner Südstadt der nördliche Teil der Bonner Straße, die das Gebiet nahezu symmetrisch in fast zwei gleich große Teilbereiche teilt. Während der westlich von der Bonner Straße gelegene Teil der Südstadt eher stärker nur von Wohnbebauung und verschiedenen größeren Gebäudekomplexen des lokalen Stromversorgers Rheinenergie geprägt ist, findet sich im östlichen Teil eher auch ein noch etwas größerer Schwerpunkt gastronomischer Angebote, wie z. B. in Form von Restaurants und Kneipen. Neben größeren Parks wie dem Römerpark' ist hier auch mit dem Campus Südstadt der Technischen Hochschule Köln eine größere öffentliche Institution mit dem entsprechenden studentischen Flair vertreten.

## Architektur
Trotz der sehr starken Zerstörung von Köln im Zweiten Weltkrieg ist das Stadtbild in der Kölner Südstadt auch heute noch sehr stark durch historische Fassaden aus der Gründerzeit geprägt. Damit ist die Südstadt neben der Kölner Altstadt in der Nähe des Kölner Doms und dem nur etwas weiter südlich gelegenen Nobel-Stadtteil Marienburg einer der wenigen Bereiche in Köln, in dem es noch eine stärker zusammenhängende historische Bebauung gibt. Teilweise existieren nämlich dort sogar auch noch nahezu ganze Straßenzüge mit einer starken Prägung durch die klassische Architektur aus der Jahrhundertwende um das Jahr 1900 herum. Ein prägnantes Beispiel hierfür ist die Teutoburger Straße, bei der zudem zusätzlich auch sogar noch der ursprünglich im Köln der Vorkriegszeit viel stärker verbreitete Alleencharakter nahezu noch vollständig erhalten ist. Gemäß einer typischen Innenstadtarchitektur finden sich im Bereich der Wohnbebauung in der Südstadt allerdings nahezu ausschließlich direkt nebeneinander gebaute Mehrfamilienhäuser, in deren Erdgeschossen besonders auf der Bonner Straße als der zentralen Geschäftsstraße im Kerngebiet sich auch viele Lokale mit Geschäften und Gastronomie befinden können.

## Karneval
Die Südstadt gilt als ein Zentrum des Kölner Karnevals. Insbesondere fast alle größeren Kölner Karnevalsvereine haben daher hier ihren Stammsitz. Der weit über die Grenzen Kölns hinaus bekannte Rosenmontagszug hat traditionell seinen Beginn am Chlodwigplatz in der Kölner Südstadt. Mit Beginn des Straßenkarnevals finden auch zahlreiche Veranstaltungen auf den Straßen und Plätzen sowie in den Kneipen der Südstadt statt.

## Prominente Bewohner
In der Kölner Südstadt leben auch einige deutschlandweit bekannte Persönlichkeiten, wie z. B. Anke Engelke, Marie-Luise Marjan, Gaby Köster, Mariele Millowitsch und Wolfgang Niedecken, dessen Elternhaus im direkt an die Südstadt grenzenden Severinsviertel liegt. Die Brasspop-Band Querbeat hat in der Kölner Südstadt ihr Studio.